# 四合镇 (大竹县)
四合镇，原为四合乡，是中华人民共和国四川省达州市大竹县下辖的一个乡镇级行政单位。2019年12月，撤销张家镇，将其所属行政区域划归四合镇管辖。

## 行政区划
四合镇下辖以下地区：
街道社区、白鹤林村、新寨村、横山村、石牛村和先进村。